# Fudge (gioco di ruolo)
Fudge è un gioco di ruolo freeform generico. Inizialmente il nome "FUDGE" (in maiuscolo), un acronimo per "Freeform Universal Donated Gaming Engine" ("sistema di gioco universale regalato e freeform") e successivamente "Freeform Universal Do-It-Yourself Gaming Engine" ("Sistema di gioco universale, gratuito e fai-da-te"). Nonostante l'acronimo sia stato da allora abbandonato, la frase rimane un buon sommario degli obbiettivi iniziali dei suoi creatori.
Invece di essere un insieme predefinito di regole come il d20 System o GURPS, Fudge offre una scatola di montaggio personalizzabile per costruire il proprio sistema di gioco. La definizione di attributi o abilità che definiscono il personaggio è lasciata al game master e ai giocatori e vengono offerti diversi sistemi opzionali per risolvere le azioni e i conflitti. Fudge non è legato a un particolare genere o ambientazione e i giocatori sono incoraggiati a inventarsi i propri attributi e regole tagliati su misura per la loro campagna.
La prima edizione del 1993 è stata tradotta in italiano ed è liberamente scaricabile da Internet.

## Storia editoriale
La prima bozza del progetto che avrebbe condotto allo sviluppo di Fudge fu proposto per la prima volta da Steffan O'Sullivan il 17 novembre 1992 sul newsgroup rec.games.design, e nei mesi seguenti la comunità online avrebbe contribuito al progetto sotto la sua direzione. O'Sullivan era già l'autore di alcuni supplementi per GURPS, come GURPS Bunnies & Burrows e GURPS Swashbucklers, ma la rigidità del regolamento di quest'ultimo lo stava rendendo sempre più insoddisfatto e desiderava sviluppare un gioco più flessibile. Per dargli un nome semplice e accattivante O'Sullivan chiamò la sua bozza SLUG ("Simple Laid-back Universal Game", "Sistema semplice e rilassato"). Il regolamento completato fu rilasciato su Internet il 7 dicembre 1993 con il nome FUDGE per "Free-form Universal Donated Gaming Engine". Effettivamente fu il primo gioco di ruolo pubblicato con una licenza libera, dato che O'Sullivan mantenne i diritti sul regolamento, ma ne concedeva l'uso libero per scopi non commerciali ed offriva una licenza commerciale che richiedeva solo che gli fossero inviate due copie fisiche di un eventuale prodotto commerciale che avesse utilizzato FUDGE.
Ann Dupuis, un'amica di O'Sullivan, fondò una piccola casa editrice, la Wild Mule Games e nel 1994 pubblicò un'edizione stampata di FUDGE con l'acronimo cambiato in "Free-form Universal Donated Gaming Engine". L'anno dopo registrò ufficialmente la compagnia come Grey Ghost Press e pubblicò una nuova edizione dopo una revisione di O'Sullivan, è da questa edizione che vengono usati i caratteristici dadi con i segni "+" e "-". Comunque O'Sullivan pose come condizione per la pubblicazione che il regolamento rimanesse sempre libero al pubblico su Internet.
Nel 2000 O'Sullivan cambiò il nome del gioco da FUDGE a Fudge. Nel 2004 trasferì i diritti del gioco alla Grey Ghost Press, che pubblicò nel 2005 pubblicò una nuova edizione, la Fudge 10th Anniversary Edition (include diverse regole suggerite per elementi comuni dei giochi di ruolo e un esempio di costruzione di una versione fantasy del gioco) e ne rilasciò una versione con una Open Gaming License, mantenendo la possibilità di scaricarlo gratuitamente.
Nel marzo 2004 la Grey Ghost Press ha acquisito il copyright di Fudge e il 6 aprile 2005 ne ha rilasciato una versione coperta dalla Open Game License. Questa licenza ha permesso a Fate di usare Fudge come sua meccanica di base Alcuni piccoli editori hanno utilizzato la licenza per pubblicare propri giochi o ambientazioni.
È stato però Fate, un gioco di ruolo derivato da Fudge, che pur rimanendo flessibile è meno "scatola di montaggio". Scritto da Fred Hicks e Robert Donoghue della Evil Hats Productions Fate ha ottenuto un grande successo facendo esplodere la popolarità della meccanica di base ideata da O'Sullivan con Fudge. Numerosi editori, tra cui Adamant Entertainment, Cubicle 7 Entertainment e VCSA Publishin hanno pubblicato ambientazioni molto ben accolte usando Fate.

## Meccaniche di gioco

Distribuzione della probabilità del risultato dei tiri di dado in Fudge

Fudge è semplice flessibile e ha un approccio da "scatola di costruzione" più che da regolamento completo. I "tratti caratteriali" di un personaggio come attributi (caratteristiche presenti in ogni personaggio) e abilità (capacità apprese) sono valutati su una scala ascendente di otto aggettivi (Disastroso, Scarso, Mediocre, Discreto, Buono, Ottimo, Superbo e Leggendario) anziché su una scala numerica in modo simile a Marvel Super Heroes (Jeff Grubb, 1984) e non c'è una lista predefinita, ogni master è incoraggiato a decidere quali utilizzare nel suo gioco e quanto generali o specifici possono essere, un master potrebbe decidere che è sufficiente un'abilità "combattimento", un altro suddividerla in "armi bianche", "armi da fuoco" e "combattimento a mani nude". È comunque proposta una lista di abilità a titolo di esempio. A questi tratti caratteriali si aggiungono doni (caratteristiche positive) e difetti che sono tratti positivi o negativi che non sono valutati su questa scala di aggettivi. Per un certo verso è più una "scatola di costruzione per giochi di ruolo".

### Risoluzione delle azioni
Nella prima edizione Fudge la risoluzione delle azioni era fatta tirando 2d6 di colore diverso, uno positivo e uno negativo, e il risultato del tiro era la differenza dei due. O'Sullivan era però insoddisfatto da questa soluzione che secondo lui dava troppo spesso "0" come risultato. Dopo aver valutato diversi metodi alternativi che però richiedevano la produzione di dadi su misura (troppo costosa) o troppo complicata per ottenere la distribuzione di probabilità preferita da O'Sullivan scoprì dei dadi prodotti dalla Koplow Games con le facce marcate con segni "+", "-" e bianche con i quali era possibile generare la curva di probabilità che desiderava e limitarsi a contare i segni "+", scartando i segni "-".
Fudge passò quindi ad usare un dado personalizzato con due segni più, due segni meno e due facce bianche. Per valutare il risultato delle azioni si lancia un certo numero di dadi (generalmente 4, indicato come "4dF"). Ogni segno "+" ottenuto viene considerato un gradino più su sulla scala dei tratti (per esempio da "Discreto" a "Buono"), ogni segno meno un gradino più in giù. L'obbiettivo è di raggiungere o superare il livello di difficoltà dell'azione tentata, valutata anch'essa sulla scala degli aggettivi. Perciò un attributo "Buono" viene considerato "Ottimo" se il risultato del tiro è due facce che mostrano "+", una che mostra "-" e una bianca. Lo stesso attributo "Buono" verrebbe considerato "Scarso" se il risultato del tiro fosse di due facce "-" e una faccia bianca. In mancanza di questi dadi si possono usare dadi a sei facce normali, trattando 1 e 2 come "-", 3 e 4 come facce bianche e 5 e 6 come "+".
Sono anche proposti diversi sistemi alternativi ai dadi che usano dadi a dieci facce, monete o carte da gioco.

### Punti Fudge
I punti fudge sono una regola opzionale a disposizione dei personaggi per influenzare la trama del gioco. Ogni personaggio dispone di un numero di punti da uno a cinque, secondo il giudizio del master. I punti fudge possono essere spesi per cose come alterare il tiro di un dado di un livello in più o in meno, per riuscire automaticamente in un'azione con difficoltà Buona o minore, dichiarare che le ferite subite sono meno gravi di quanto appariva, ecc... Sono stati uno dei primi esempi di uso di una meccanica di questo genere prima che Guerre stellari - Il gioco di ruolo (1987) la rendesse diffusa.

### Complessità
Le regole di Fudge sono estremamente personalizzate e personalizzabili per il livello di semplicità o complessità desiderato dal master e dai giocatori. Generalmente il sistema è progettato per incoraggiare il gioco di ruolo rispetto alla stretta aderenza a un insieme arbitrario di regole. Infatti il manuale base di Fudge incoraggia i giocatori a "Just Fudge It" ad "adattarlo un po'", cioè a concentrarsi sulla storia creata piuttosto che sulle regole del gioco. Per esempio un metodo di creazione del personaggio incoraggia i giocatori a descrivere il loro personaggio in prosa e quindi tradurre quanto scritto in tratti di Fudge.

## Pubblicazioni
- Steffan O'Sullivan (1992). SLUG. Post pubblicato sul gruppo usenet rec.games.design
- Steffan O'Sullivan (1992). FUDGE. Prima edizione del regolamento pubblicata su Internet
- Steffan O'Sullivan (1993). FUDGE. Wild Mule Games. Prima edizione stampata
- Steffan O'Sullivan (1995). FUDGE. Grey Ghost Games. Edizione rivista
- Michael Lucas (1996). Gatecrasher. Grey Ghost Games. Conversione in Fudge di un gioco precedente pubblicato
- (1997). A Magical Medley. Grey Ghost Games. Vari sistemi magici per l'uso in Fudge
- (1998). Santa' Secret. Grey Ghost Games. Avventura
- Ann Dupuis (2000). Another Fine Mess. Grey Ghost Games. Avventura
- Mike Jones (2001). Parjah. Rogue Publishing
- Mike Jones (2001). Pariah Player's Section. Rogue Publishing
- (2002). Fudge Expanded Edition. Grey Ghost Games.
- Scott Larson (2001). Terra Incognita. Grey Ghost Games. Gioco di ruolo di ambientazione vittoriana
- (2002). HeartQuest: Romantic Roleplaying in the Worlds of Shoujo Manga. Seraphim Guard. Ambientazione per rivivere le avventure romantiche nello stile dei manga shōjo
- Douglas Larke (2005). HeartQuest: Musical Mistresses. Seraphim Guard
- Anthony Ford (2005). HeartQuest: Steel Roses. Seraphim Tuard. Mecha in stile shōjo
- Vincent Paul Cooper (2006). Hearth Quest: Livin' on a Dream. Seraphim Guard.
- Amanda Dickerson (2002). Dead Sea Murder. Avventura per Terra Incognita
- (2004). Now Playing. Carnivore Games.
- (2005). Fudge 10th Anniversary Edition. Grey Ghost Games.
- Dan Ridenhour (2005). Hack-n-Slash. Digital Alchemy
- Ann Dupuis, Melissa Houle, Aaron Rosenberg (2005). The Deryni Adventure Game. Ambientazione fantasy basata sulla saga dei Deryni di Katherine Kurtz
- Ken Hood (2006). Fudge Treats Volume 1: Aptitudes, Specialties, Culture, and Background. ComStar Media / Avalon Game
- Ken Hood, David Jaquith (2006). Fudge Treats Volume 2: Guns of Fudge. ComStar Media / Avalon Game
- (2006). The Eleven Kingdoms: Poster Map of the Deryni World. Grey Ghost Press. Mappa del mondo dei Deryn
- Ramsey Lundock (2010). Dragons of Legend. Cinque racconti classici di dragoni e la loro conversione in statistiche di gioco
- Anthony Ford (2005). Mecha Ace. ComStar Media/Avalon Game
- Christopher Helton (2007). Fudge Magic: 50 Magic Spells. Seraphim Guard
- Jennifer Lee (2007). Fudge Horror: Vampire. Avalon Game
- William Andersen (2006).  Fudge Treats: Shoujo Manga
- Bradford Younie(2010). The Unexplained. Carnivore Games
- Jacob Wood (2013). Psi-punk. Accessible Games